# 恋して 夢見て KISSして…
「恋して 夢見て KISSして…」（こいして ゆめみて きすして）は、テレビアニメ『ウルトラマニアック』のキャラクターソングを収録したシングルである。2003年9月26日、スターチャイルドより発売された。

## 概要
- テレビアニメ『ウルトラマニアック』の主人公二人のユニット「Nina&Ayu」が出したシングル。

## 収録曲
1. 恋して 夢見て KISSして… [3:48]
作詞：有森聡美、作曲・編曲：堀隆
2. 恋するバランス [4:39]
作詞：有森聡美、作曲：高井ウララ、編曲：五島翔
3. 恋して 夢見て KISSして… Off vocal version
4. 恋するバランス Off vocal version

## カバー曲
恋するバランス/神田朱未…ベストアルバム「Bitter Sweet Friday」に収録